# Stop (anatomie)
Pour les articles homonymes, voir Stop.

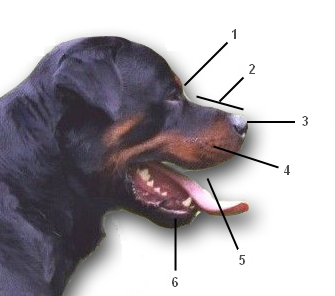
Tête d'un rottweiler :
1 : stop – 2 : chanfrein – 3 : truffe – 4 : babine – 5 : bouche – 6 : mandibule.

Dans l'anatomie animale, notamment du chien et du chat, le stop correspond à la partie de la tête située en arrière du museau, au point où celui-ci rejoint le front et le reste du crâne. Il est généralement plus marqué dans l'axe médian du chanfrein.
C'est une caractéristique importante dans la description morphologique des races de chiens et de chats : le stop peut en effet être très marqué, comme chez les chiens de type braque français ou chez le chat persan, ou à l'inverse quasiment absent, le chanfrein étant en continuité lisse avec le front, comme chez les chiens lévriers ou les chats siamois.